# Julija Baryssik
Julija Baryssik (belarussisch Юлія Барысік; * 11. Februar 1984) ist eine belarussische Judoka.
Bei den Judo-Europameisterschaften 2008 wurde sie Siebente. Bei den Weltmeisterschaften 2007 wurde sie Fünfte. Bei den Europameisterschaften 2006 gewann Baryssik Bronze. 2005 wurde sie bei den Weltmeisterschaften und auch bei den Europameisterschaften Fünfte. Bei den Europameisterschaften 2004 wurde Baryssik Siebte.